# Камерін Антістій Вет
Камерін Антістій Вет (? — після 46) — державний і політичний діяч ранньої Римської імперії, консул-суффект 46 року.

## Життєпис
Походив з роду нобілів Антістіїв. Син Гая Антістія Вета, консула 23 року, та Сульпіції Камеріни. Про молоді роки мало відомостей. Не відігравав значної ролі у державі. Прихильник імператора Клавдія. У 43 році став міським претором. З 1 до 14 березня 46 року був консулом-суффектом замість Децима Валерія Азіатіка. Подальша доля невідома.